# Agnéby Sports d'Agboville
Maillots
L'Agnéby Sports d'Agboville est un club ivoirien de football basé à Agboville.

## Histoire
1980-1983 D2
1984-1986 D1 sous la presidence de Samir Fawaz .   Max harlem ogni  13 ans s'engage avec la reserve de l'agneby sport d'agboville  2019 2020